# Hidemaro Watanabe
Hidemaro Watanabe (24. září 1924 – 12. říjen 2011) byl japonský fotbalista.

## Klubová kariéra
Hrával za Chugoku Electric Power.

## Reprezentační kariéra
Hidemaro Watanabe odehrál za japonský národní tým v roce 1954 celkem 2 reprezentační utkání.

## Statistiky
| Japonsko | Japonsko | Japonsko |
| Roky     | Záp.     | Góly     |
| -------- | -------- | -------- |
| 1954     | 2        | 0        |
| Celkem   | 2        | 0        |